# Ritzerow
Ritzerow es un municipio situado en el Distrito de los Lagos de Mecklemburgo (en alemán, Mecklenburgische Seenplatte), en el estado federado de Mecklemburgo-Pomerania Occidental (Alemania). Tiene una población estimada, a fines de 2020, de 377 habitantes.
Está integrado en la colectividad de municipios (en alemán, amt) de Stavenhagen.